# Circonscription de l'Imathie
La circonscription de l'Imathie (en grec : Εκλογική περιφέρεια Ημαθίας) est une circonscription législative de la Grèce. Elle correspond au territoire du nome d'Imathie. Elle compte 135 534 électeurs inscrits en janvier 2015.

Situation de la circonscription de l'Imathie

## Élections législatives de mai 2012

### Résultats
La circonscription de l'Imathie élit quatre députés en mai 2012. Les élections ont lieu au scrutin proportionnel plurinominal avec prime majoritaire et un seuil de représentation de 3 % des suffrages exprimés au niveau national.
96 922 électeurs se sont exprimés sur 137 302 inscrits, soit un taux de participation de 70,59 %. Parmi les vingt-trois listes candidates, quatre listes obtiennent chacune un siège dans la circonscription.
| Rang | Liste                              | Nombre de voix | Pourcentage des voix | Nombre de sièges |
| ---- | ---------------------------------- | -------------- | -------------------- | ---------------- |
| 1    | Nouvelle Démocratie                | +20 221,       | 21,39 %              | 0                |
| 2    | Mouvement socialiste panhellénique | +15 524,       | 16,42 %              | 1                |
| 3    | SYRIZA                             | +12 267,       | 12,98 %              | 1                |
| 4    | Grecs indépendants                 | +11 771,       | 12,45 %              | 1                |
| 5    | Parti communiste de Grèce          | +08 532,       | 9,02 %               | 1                |
| 6    | Aube dorée                         | +07 283,       | 7,70 %               | 0                |
| 7    | Gauche démocrate                   | +05 633,       | 5,96 %               | 0                |

### Députés

#### Mouvement socialiste panhellénique
La liste du Mouvement socialiste panhellénique est deuxième et obtient un siège.
| Rang | Nom            | Nombre de voix |
| ---- | -------------- | -------------- |
| 1    | Angelos Tolkas | +6 636,        |

#### SYRIZA
La liste de la SYRIZA est troisième et obtient un siège.
| Rang | Nom                | Nombre de voix |
| ---- | ------------------ | -------------- |
| 1    | Xanthippi Karanika | +2 900,        |

#### Grecs indépendants
La liste des Grecs indépendants est quatrième et obtient un siège.
| Rang | Nom                        | Nombre de voix |
| ---- | -------------------------- | -------------- |
| 1    | Konstantinos Giovanopoulos | +3 731,        |

#### Parti communiste de Grèce
La liste du Parti communiste de Grèce est cinquième et obtient un siège.
| Rang | Nom                     | Nombre de voix |
| ---- | ----------------------- | -------------- |
| 1    | Ioanna Tambaki-Sofronof | +2 558,        |

## Élections législatives de juin 2012

### Résultats
La circonscription de l'Imathie élit trois députés en juin 2012. Les sièges sont répartis à l'issue d'un scrutin proportionnel plurinominal avec prime majoritaire entre les listes ayant obtenu au moins 3 % des suffrages exprimés au niveau national.
91 798 électeurs se sont exprimés sur 137 324 inscrits, soit un taux de participation de 66,85 %. Parmi les dix-sept listes candidates, deux listes obtiennent au moins un siège dans la circonscription.
| Rang | Liste                              | Nombre de voix | Pourcentage des voix | Nombre de sièges |
| ---- | ---------------------------------- | -------------- | -------------------- | ---------------- |
| 1    | Nouvelle Démocratie                | +27 411,       | 30,16 %              | 3                |
| 2    | SYRIZA                             | +21 477,       | 23,63 %              | 0                |
| 3    | Mouvement socialiste panhellénique | +13 510,       | 14,86 %              | 0                |
| 4    | Grecs indépendants                 | +08 003,       | 8,80 %               | 1                |
| 5    | Aube dorée                         | +07 199,       | 7,92 %               | 0                |
| 6    | Gauche démocrate                   | +04 465,       | 4,91 %               | 0                |
| 7    | Parti communiste de Grèce          | +03 898,       | 4,29 %               | 0                |

### Députés

#### Nouvelle Démocratie
La liste de la Nouvelle Démocratie est en tête et obtient trois sièges.
| Rang | Nom                    |
| ---- | ---------------------- |
| 1    | Lazaros Tsavdaridis    |
| 2    | Apostolos Vesyropoulos |
| 2    | Georgia Batsara        |

#### Grecs indépendants
La liste des Grecs indépendants de l'Imathie est quatrième et obtient un siège.
| Rang | Nom                        |
| ---- | -------------------------- |
| 1    | Konstantinos Giovanopoulos |

## Élections législatives de janvier 2015

### Résultats
La circonscription de l'Imathie élit quatre députés en janvier 2015. Les sièges sont répartis à l'issue d'un scrutin proportionnel plurinominal avec prime majoritaire entre les listes ayant obtenu au moins 3 % des suffrages exprimés au niveau national.
93 441 électeurs se sont exprimés sur 135 534 inscrits, soit un taux de participation de 68,94 %. Parmi les dix-sept listes candidates, deux listes obtiennent au moins un siège dans la circonscription.
| Rang | Liste                              | Nombre de voix | Pourcentage des voix | Nombre de sièges |
| ---- | ---------------------------------- | -------------- | -------------------- | ---------------- |
| 1    | SYRIZA                             | +31 021,       | 33,94 %              | 3                |
| 2    | Nouvelle Démocratie                | +26 387,       | 28,87 %              | 1                |
| 3    | Aube dorée                         | +06 834,       | 7,48 %               | 0                |
| 4    | Grecs indépendants                 | +04 916,       | 5,38 %               | 0                |
| 5    | Mouvement socialiste panhellénique | +04 819,       | 5,27 %               | 0                |
| 6    | La Rivière                         | +04 582,       | 5,01 %               | 0                |
| 7    | Parti communiste de Grèce          | +04 501,       | 4,92 %               | 0                |

### Députés
La répartition des sièges au sein de chaque liste élue dépend du nombre de voix obtenues individuellement par chaque candidat, suivant le système du vote préférentiel. Dans la circonscription de l'Imathie, les listes peuvent comporter jusqu'à six candidats. Les électeurs peuvent exprimer un vote préférentiel pour un maximum de deux candidats sur la liste pour laquelle ils votent.

#### SYRIZA
La liste de la SYRIZA est en tête et obtient trois sièges.
| Rang | Nom                     | Nombre de voix |
| ---- | ----------------------- | -------------- |
| 1    | Konstantinos Lapavitsas | +13 396,       |
| 2    | Effrosýni Karasarlídou  | +06 603,       |
| 3    | Georgios Oursouzidis    | +06 363,       |

#### Nouvelle Démocratie
La liste de la Nouvelle Démocratie est deuxième et obtient un siège.
| Rang | Nom                    | Nombre de voix |
| ---- | ---------------------- | -------------- |
| 1    | Apostolos Vesyropoulos | +11 025,       |